# Ålarnas skräck
Ålarnas skräck är ett kassettalbum av bandet Joddla med Siv, utgivet 1991. Ålarnas skräck är bandets första album och innehåller bland annat hitlåtarna Inte ens en kolvastång, Kalle fågel och Aj, Aj kylarspray. År 1995 ingick Ålarnas skräck i samlingsalbumet Joddla med Sivs CD-box 1995 (dubbel-CD) tillsammans med kassettalbumet Krögers damm.

## Låtlista
Sida A
1. Kent killer
2. Inte ens en kolvastång
3. Gäddnätet
4. Hägern
5. Fiskafänget
6. Kalle fågel
7. Hellre en björk

Sida B
1. Aj, aj, kylarspray
2. Jordfräsen
3. Solariumlår
4. Ålarnas skräck
5. Trosa blå